# Mont Gelai
Le mont Gelai est un volcan éteint situé au nord de la Tanzanie, dans le massif du Ngorongoro.
Ce volcan, culminant à 2 942 mètres d'altitude, domine l'extrémité sud-est du lac Natron logé dans la vallée du Grand Rift. Face à lui, à 25 kilomètres de distance de l'autre côté du rift, se trouve un autre volcan, l'Ol Doinyo Lengaï, qui est lui actif.

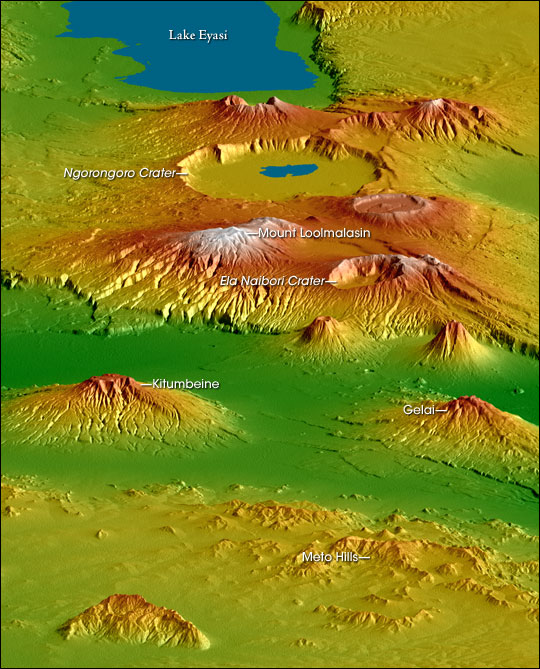
Carte topographique montrant le massif du Ngorongoro. Le mont Gelai est au troisième plan à droite

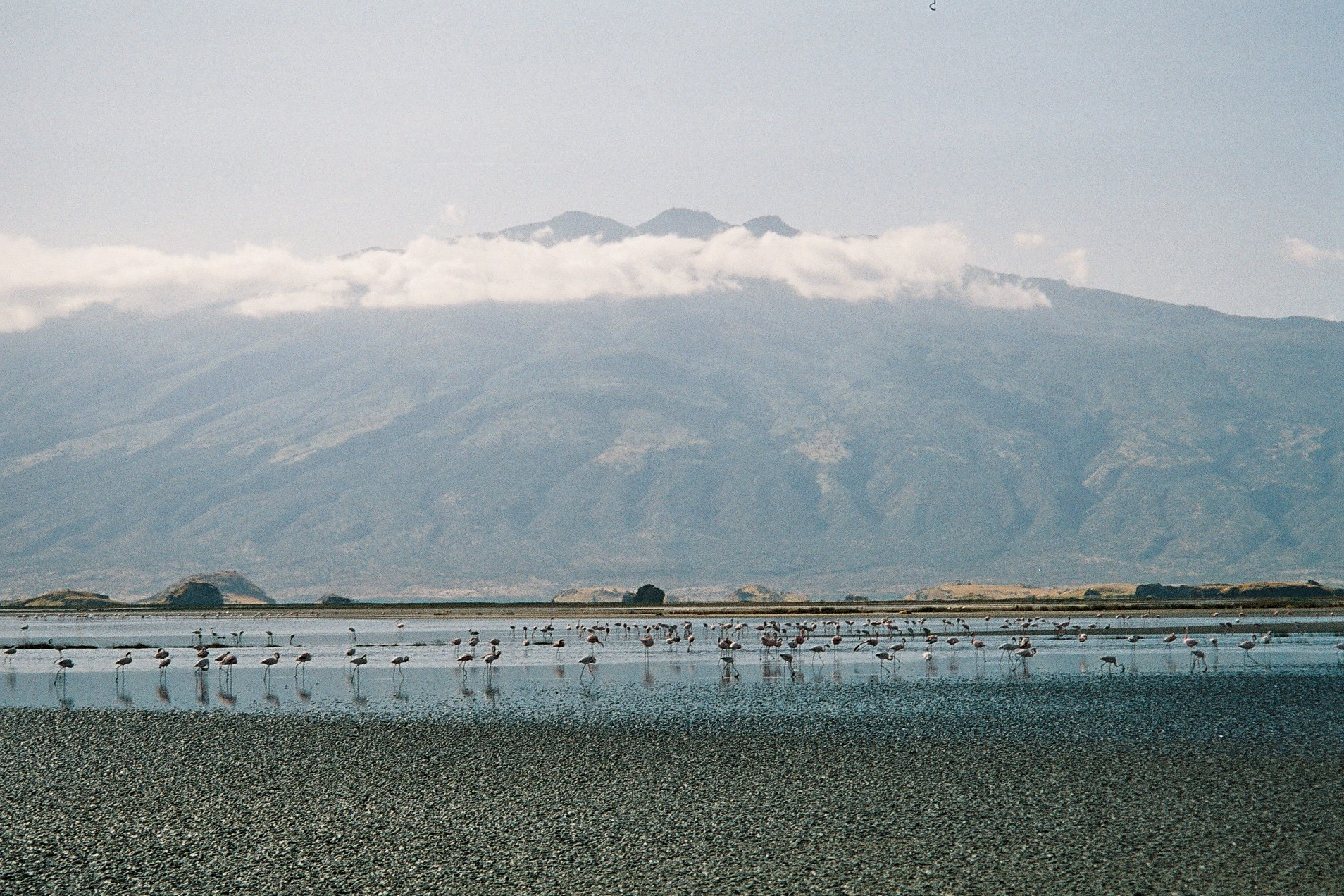
Le mont Gelai et le lac Natron à ses pieds